# Charles Barbier de Meynard
Charles Adrien Casimir Barbier de Meynard (Isztambul, 1826. február 6.  – Párizs, 1908. március 31.) francia történész, orientalista. Az MTA külső tagja (1900).

## Élete
Keleten élő családból származott, tarabyai lakhelyű édesanyja egy Konstantinápolyban praktizáló orvos leánya volt. Barbier de Meynard szülőhelye okmányaiban változó, mert a Bonifaciói-szoros közelében, egy Konstantinápolyból Marseille-be tartó hajón látta meg a napvilágot.
Felsőbb tanulmányait a párizsi Lycée Louis-le-Grand-ban végezte a külügyminisztérium ösztöndíjasaként a kifejezetten tolmácsképzésre szakosodott „Jeunes de langues” szakirányban. Itt tökéletesítette török nyelvtudását, megtanult arabul és perzsául, amely lehetővé tette számára, hogy – korabeli szóhasználattal – „dragomán” legyen (hivatalos tolmács a keleti államok követségeinél). Először a jaffai és jeruzsálemi francia főkonzulátuson került állásba, de egy év után egészsége megrendülvén, visszatért Párizsba. 1854 decemberében Arthur de Gobineau grófot, az ekkor frissen kinevezett teheráni francia nagykövetet kísérte Perzsiába. Itteni tartózkodását kihasználva rengeteg ismeretet, dokumentumot és kéziratot gyűjtött össze, amelyek a legtágabb értelemben vett Perzsiáról és annak ősi földrajzáról szóló munkáinak alapjául szolgáltak. 1856–1863 között Párizsba visszatérve a Collège de France-ban a híres Julius von Mohl (Jules Mohl) tanítványaként perzsa tudását bővítette és együtt dolgozott vele Firdauszí fő műve, a Sáhnáme (A királyok könyve) első európai fordításának elkészítésén, majd Mohl 1876-ban bekövetkezett halála után kézzel írt anyagát Barbier de Meynard rendezte sajtó alá.
1861-ben a kéziratok alapján egybegyűjtötte és szótári alakban francia nyelven feldolgozta Jákút nagy geográfiai enciklopédiájának, a Mudzsám al-buldán („Az országok ábécéje”) azon cikkeit, melyek a legtágabb értelemben vett Irán tartományait tárgyalják, azaz a Kaspi-tengertől az Indiai óceánig és a Zagros-hegységtől az Indus folyam völgyéig terjedő földrészt.
1863-ban Barbier de Meynard-t az „École des langues orientales vivantes” török nyelv és irodalom professzorává nevezték ki. 1876-ban a Collège de France-ban Julius von Mohl utóda lett a perzsa tanszékvezetői székben, majd 1884/85-ben e munkakörét egy kollégájának átadva, saját kérésére az arab nyelvi tanszék élére került. Tizenhárom évvel később (1898-ban) – miután sokáig az igazgatóhelyettesi széket is betöltötte – az École des langues orientales igazgatója lett.
1878-ban az Académie des inscriptions et belles-lettres tagjává, 1892-ben pedig Ernest Renan halála után az Ázsia Társaság (Société Asiatique) elnökévé választották, utóbbinak már 1850 óta tagja volt.
1876–1892 között a társaság Journal asiatique című folyóiratát főszerkesztőként gondozta. 1895-ben a Holland Királyi Művészeti és Tudományos Akadémia külföldi tagjává választották, 1900-ban pedig a Magyar Tudományos Akadémia is külső tagjai sorába választotta.
1866. augusztus 13-án a Francia Becsületrend lovagi, 1884. december 31-én pedig tiszti fokozatát nyerte el.
1903 után súlyos betegsége miatt egyre gyengülő egészségi állapota arra kényszerítette, hogy fokozatosan csökkentse széles körű tevékenységét, mígnem 1908. március 30-ról 31-re virradó éjszaka elhunyt.
Fontos, máig mérvadó munkásságot hagyott hátra. Az arab, a perzsa és a török irodalom körére egyaránt kiterjednek munkái. Érdeklődött a keleti költészet és szépirodalom iránt is, mely érdeklődésének fényes bizonyítéka több, keleti költőről írt esszéje, valamint az arab és perzsa szépirodalmi munkák mesteri fordításai. Tanulmányozta a zoroasztrizmus történetét, és írt az akkoriban születő bahái vallásról is. Idejének tetemes részét az 1881-ben és 1886-ban megjelent „Dictionnaire turc-français” című kétkötetes szótár összeállítására és sajtó alá rendezésére fordította, amelyet egyik legfontosabb tudományos munkájának tekintenek.

## Művei (válogatás)
- Dictionnaire géographique, historique et littéraire de la Perse et des contrées adjacentes, extrait du Mo'djem el-Bouldan de Yaquout, et complété à l'aide de documents arabes et persans pour la plupart inédits, (Perzsia és a szomszédos országok földrajzi, történelmi és irodalmi szótára, Jákút: Mudzsám al-buldán című művének felhasználásával, kiegészítve többnyire kiadatlan arab és perzsa dokumentumokkal.) Párizs, Nyomt. Impériale, 1861, XXI, 640 oldal.
- Le Livre des routes et des provinces par Ibn-Khordadbeh,(wd). (Abu’l-Qasim Ubaydallah ibn Abdallah ibn Khordadbeh: Utak és tartományok /királyságok/ könyve). Közzétette, fordította és jegyzetekkel ellátta C. Barbier de Meynard, Párizs, Nyomt. impériale, 1865, 283 oldal.
- Le Livre des Rois de Ferdowsî (940–1020) (Firdauszí: Királyok könyve). Fordította és magyarázatokkal ellátta Jules Mohl és Charles Barbier de Meynard, Párizs, 1876–1878, 7 kötet.
- Traduction nouvelle du traité de Ghazâlî [1058–1111] intitulé: le Préservatif de l'erreur, et notices sur les extases (des soufis) (Muhammad ibn Muhammad al-Gazáli: „A tévelygésből kivezető út” című értekezésének új fordítása és jegyzetek a szúfik eksztázisáról), Párizs, Impr. nationale, 1877, 93 oldal.
- Dictionnaire turc-français. Supplément aux dictionnaires publiés jusqu'à ce jour (Török–francia szótár. Kiegészítés az eddig megjelent szótárakhoz.), Párizs, E. Leroux, 1881–1886, 2 kötet, X-786 + 898 oldalak. 1. kötet ; 2. kötet
- Traduction de L'Alchimiste de Feth-Ali Akhounzadé,(wd) Paris, Ed. Imprimerie nationale, 1866.
- Abou Chamah: Le Livre des deux jardins, histoire des deux règnes: celui de Nour Ed-Dîn et celui de Salah Ed-Dîn (Abu Sáma: „A két kert könyve – a két dinasztia: Núr ad-Dín Mahmúd és Szaladin egyiptomi szultán házának történetéről”). Fordította: Barbier de Meynard, Párizs, 1898. In-fol., XI; 525 oldalak.
- Macudi: Les Prairies d'or. (Ali ibn al-Huszajn al-Maszúdi: Az aranymezők.) Fordította Barbier de Meynard és Pavet de Courteille,(wd) Párizs, Impr. Impériale/Nationale, 1861–1877, 9 kötet.  — Újabb, átdolgozott kiadása: Charles Pellat(wd), Párizs, Société Asiatique, 1962–1997, 5 kötet.

## Fordítás
- Ez a szócikk részben vagy egészben  a    Charles Barbier de Meynard című francia Wikipédia-szócikk ezen változatának fordításán alapul.  Az eredeti cikk szerkesztőit annak laptörténete sorolja fel. Ez a jelzés csupán a megfogalmazás eredetét és a szerzői jogokat jelzi, nem szolgál a cikkben szereplő információk forrásmegjelöléseként.

## Forrás
- Adrien Charles Barbier De Meynard és Michael Jan De Goeje külső tagok emlékezete Goldzhier Ignác rendes tagtól. Az MTA Elhunyt Tagjai Fölött Tartott Emlékbeszédek 14. kötet, 1909, 7. szám, 171–187. oldal
- Léonore Adatbázis. LH//110/91.
- Barbier de Meynard, Charles Adrian Casimir. Encyclopaedia Iranica online.